# Hilda Nasavská
Hilda Nasavská (5. listopadu 1864, Biebrich, Hesensko – 8. února 1952, Badenweiler, Bádensko-Württembersko) byla poslední bádenská velkovévodkyně. Narodila se jako dcera Adolfa Lucemburského a Adelaidy Marie Anhaltsko-Desavské.

## Život
Hilda se 20. září 1885 provdala za Fridricha Bádenského, který se stal v roce 1907 velkovévodou a ona velkovévodkyní. Pár neměl potomky. Byla popisována jako inteligentní žena se zájmem o umění, také se často účastnila uměleckých a muzejních výstav. V Německu je po ní pojmenováno několik škol a ulic.
Hilda s Fridrichem byli zbaveni titulů v roce 1918, když padla v Německu monarchie. Po abdikaci německého císaře vypukly v bádenském Karlsruhe nepokoje. Syn dvořana vedl vojáky k přední straně paláce, následován velkým davem lidí. Hilda, stejně jako zbytek rodiny, opustila palác. Nová vláda jim povolila zůstat v paláci Langenstein, který patřil švédskému hraběti Douglasovi. Vláda přikázala, že bývalá velkovévodská rodina má být chráněna, protože byla ve spojení se švédskou královnou a Bádensko si nemohlo dovolit Švédsko urazit. V roce 1919 rodina požádala o usídlení se v Mainau. Stali se z nich soukromí občané a mohli si dělat, co sami chtěli. Hilda je popisována jako veselá a srdečná osoba se smyslem pro humor.
Protože Fridrich s Hildou neměli vlastního přímého dědice, odkázali zámek v Mainau vnukovi Fridrichovy sestry, Lennartovi Bernadotte, který byl také pravnukem Hildiny tety.

## Tituly a oslovení
- 5. listopadu 1864 – 20. září 1885 : Její Výsost princezna Hilda Šarlota Vilemína Nasavská
- 20. září 1885 – 23. listopadu 1890 : Její Královská Výsost dědičná velkovévodkyně bádenská, princezna nasavská
- 23. listopadu 1890 – 28. září 1907 : Její Královská Výsost dědičná velkovévodkyně bádenská, princezna lucemburská, princezna nasavská
- 28. září 1907 – 22. listopadu 1918 : Její Královská Výsost velkovévodkyně bádenská, princezna lucemburská, princezna nasavská
- 22. listopadu 1918 – 9. srpna 1928  : Její Královská Výsost velkovévodkyně Hilda Šarlota Vilemína Bádenská, princezna lucemburská, princezna nasavská
- 9. srpna 1928 – 8. února 1952 : Její Královská Výsost velkovévodkyně vdova Hilda Šarlota Vilemína Bádenská, princezna lucemburská, princezna nasavská

## Vývod z předků
|                |                                         |  |                                 |                                              |  |  |  |  |  |  |  | Karel Kristián Nasavsko-Weilburský |
|                |                                         |  |                                 |                                              |  |  |  |  |  |  |  |                                    |
|                | Fridrich Vilém Nasavsko-Weilburský      |  |                                 |                                              |  |  |  |  |  |  |  |                                    |
|                |                                         |  |                                 |                                              |  |  |  |  |  |  |  |                                    |
|                |                                         |  |                                 | Karolína Oranžsko-Nasavská                   |  |  |  |  |  |  |  |                                    |
|                |                                         |  |                                 |                                              |  |  |  |  |  |  |  |                                    |
|                | Vilém Nasavský                          |  |                                 |                                              |  |  |  |  |  |  |  |                                    |
|                |                                         |  |                                 |                                              |  |  |  |  |  |  |  |                                    |
|                |                                         |  |                                 | Vilém Jiří z Kirchbergu                      |  |  |  |  |  |  |  |                                    |
|                |                                         |  |                                 |                                              |  |  |  |  |  |  |  |                                    |
|                | Luisa Isabela z Kirchbergu              |  |                                 |                                              |  |  |  |  |  |  |  |                                    |
|                |                                         |  |                                 |                                              |  |  |  |  |  |  |  |                                    |
|                |                                         |  |                                 | Isabela Augusta Reuss-Greiz                  |  |  |  |  |  |  |  |                                    |
|                |                                         |  |                                 |                                              |  |  |  |  |  |  |  |                                    |
|                | Adolf Lucemburský                       |  |                                 |                                              |  |  |  |  |  |  |  |                                    |
|                |                                         |  |                                 |                                              |  |  |  |  |  |  |  |                                    |
|                |                                         |  |                                 | Arnošt Fridrich III. Sasko-Hildburghausenský |  |  |  |  |  |  |  |                                    |
|                |                                         |  |                                 |                                              |  |  |  |  |  |  |  |                                    |
|                | Fridrich Sasko-Altenburský              |  |                                 |                                              |  |  |  |  |  |  |  |                                    |
|                |                                         |  |                                 |                                              |  |  |  |  |  |  |  |                                    |
|                |                                         |  |                                 | Ernestina Sasko-Výmarská                     |  |  |  |  |  |  |  |                                    |
|                |                                         |  |                                 |                                              |  |  |  |  |  |  |  |                                    |
|                | Luisa Sasko-Hildburghausenská           |  |                                 |                                              |  |  |  |  |  |  |  |                                    |
|                |                                         |  |                                 |                                              |  |  |  |  |  |  |  |                                    |
|                |                                         |  |                                 | Karel II. Meklenbursko-Střelický             |  |  |  |  |  |  |  |                                    |
|                |                                         |  |                                 |                                              |  |  |  |  |  |  |  |                                    |
|                | Šarlota Georgina Meklenbursko-Střelická |  |                                 |                                              |  |  |  |  |  |  |  |                                    |
|                |                                         |  |                                 |                                              |  |  |  |  |  |  |  |                                    |
|                |                                         |  |                                 | Frederika Hesensko-Darmstadtská              |  |  |  |  |  |  |  |                                    |
|                |                                         |  |                                 |                                              |  |  |  |  |  |  |  |                                    |
| Hilda Nasavská |                                         |  |                                 |                                              |  |  |  |  |  |  |  |                                    |
|                |                                         |  |                                 |                                              |  |  |  |  |  |  |  |                                    |
|                |                                         |  | Leopold III. Anhaltsko-Desavský |                                              |  |  |  |  |  |  |  |                                    |
|                |                                         |  |                                 |                                              |  |  |  |  |  |  |  |                                    |
|                | Fridrich Anhaltsko-Desavský             |  |                                 |                                              |  |  |  |  |  |  |  |                                    |
|                |                                         |  |                                 |                                              |  |  |  |  |  |  |  |                                    |
|                |                                         |  |                                 | Luisa Braniborsko-Schwedtská                 |  |  |  |  |  |  |  |                                    |
|                |                                         |  |                                 |                                              |  |  |  |  |  |  |  |                                    |
|                | Fridrich August Anhaltsko-Desavský      |  |                                 |                                              |  |  |  |  |  |  |  |                                    |
|                |                                         |  |                                 |                                              |  |  |  |  |  |  |  |                                    |
|                |                                         |  |                                 | Fridrich V. Hesensko-Homburský               |  |  |  |  |  |  |  |                                    |
|                |                                         |  |                                 |                                              |  |  |  |  |  |  |  |                                    |
|                | Amálie Hesensko-Homburská               |  |                                 |                                              |  |  |  |  |  |  |  |                                    |
|                |                                         |  |                                 |                                              |  |  |  |  |  |  |  |                                    |
|                |                                         |  |                                 | Karolína Hesensko-Darmstadtská               |  |  |  |  |  |  |  |                                    |
|                |                                         |  |                                 |                                              |  |  |  |  |  |  |  |                                    |
|                | Adelaida Marie Anhaltsko-Desavská       |  |                                 |                                              |  |  |  |  |  |  |  |                                    |
|                |                                         |  |                                 |                                              |  |  |  |  |  |  |  |                                    |
|                |                                         |  |                                 | Fridrich Hesensko-Kasselský                  |  |  |  |  |  |  |  |                                    |
|                |                                         |  |                                 |                                              |  |  |  |  |  |  |  |                                    |
|                | Vilém Hesensko-Kasselský                |  |                                 |                                              |  |  |  |  |  |  |  |                                    |
|                |                                         |  |                                 |                                              |  |  |  |  |  |  |  |                                    |
|                |                                         |  |                                 | Karolina Nasavsko-Usingenská                 |  |  |  |  |  |  |  |                                    |
|                |                                         |  |                                 |                                              |  |  |  |  |  |  |  |                                    |
|                | Marie Hesensko-Kasselská                |  |                                 |                                              |  |  |  |  |  |  |  |                                    |
|                |                                         |  |                                 |                                              |  |  |  |  |  |  |  |                                    |
|                |                                         |  |                                 | Frederik Dánský                              |  |  |  |  |  |  |  |                                    |
|                |                                         |  |                                 |                                              |  |  |  |  |  |  |  |                                    |
|                | Luisa Šarlota Dánská                    |  |                                 |                                              |  |  |  |  |  |  |  |                                    |
|                |                                         |  |                                 |                                              |  |  |  |  |  |  |  |                                    |
|                |                                         |  |                                 | Žofie Frederika Meklenbursko-Zvěřínská       |  |  |  |  |  |  |  |                                    |
|                |                                         |  |                                 |                                              |  |  |  |  |  |  |  |                                    |